# Tadeusz Krok

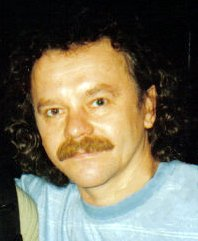
Tadeusz Krok

Tadeusz Krok (ur. 1961 roku w Gorlicach) – polski poeta i pieśniarz.

## Życiorys
Studiował na Uniwersytecie Jagiellońskim. Był laureatem wielu przeglądów i festiwali m.in. Międzynarodowego Przeglądu Piosenki Autorskiej w Warszawie (II nagroda), Studenckiego Festiwalu Piosenki w Krakowie (II nagroda, stypendium im. W. Bellona) oraz Ogólnopolskiego Przeglądu Piosenki Autorskiej OPPA w Warszawie. W 1989 wystąpił w koncercie Debiuty na Festiwalu Opolskim. Od wielu lat jest członkiem kabaretu Marcina Dańca.
Od 1996 współpracuje z Agatą Rymarowicz koncertując i nagrywając płyty. Jest uważany za jednego z czołowych przedstawicieli piosenki autorskiej w Polsce.
17 lutego 2011 r. odznaczony został Medalem „Niezłomnym w słowie”.